# Wytrzewienie
Wytrzewienie (łac. gastroschisis, ang. gastroschisis) – wada rozwojowa, zazwyczaj izolowana, polegająca na wrodzonym rozszczepie powłok brzusznych.